# Istok
Istok sau Istog (în albaneză Istog, Istogu, în sârbă Исток, Istok) sau Burim este un oraș și o comună din districtul Peć din vestul statului Kosovo. Conform recensământului din 2011, orașul Istok a avut 5.115 de locuitori, în timp ce comuna a avut 39.289 de locuitori. Pe baza estimărilor populației de la Agenția de Statistică din Kosovo în 2016, comuna a avut 39.982 de locuitori. 

## Nume
Numele orașului provine de la versiunea cuvântului sârb istok (varianta istek), care înseamnă „fântână, sursă de apă” care se referă la izvoarele râului Istočka, afluent al râului Drinul Alb. Numele satului din apropiere Vrela, una dintre cele mai mari așezări din comună, înseamnă și „izvoare”, la fel ca și noul nume albanez propus al orașului, Burimi.

## Istorie
Recensământul otoman (defter) din 1582 a înregistrat nahia Peć ca având 235 de sate, dintre care Suho Grlo (Suvo Grlo) a fost situat în comuna Istok modernă. Suvo Grlo avea trei mahalale (cartiere) mai mari, ai căror locuitori erau sârbi. Unul dintre cartiere s-a convertit la islam. În sat au fost câțiva preoți ortodocși.

## Date demografice
Conform ultimului recensământ oficial făcut în 2011, comuna Istok a avut 39.289 de locuitori. 

### Grupuri etnice
Comuna Istok are o majoritate etnică de albanezi din Kosovo. Majoritatea sârbilor din Kosovo din comună locuiesc în satul Osojane. Osojane se află în estul orașului Istok; de asemenea, o parte din sârbi locuiește în nordul comunei. 
Compoziția etnică a comunei este următoarea: 
| Compoziție etnică |          |       |       |       |              |       |          |      |               |      |       |
| An / Populație | albanezi | %     | sârbi | %     | muntenegreni | %     | bosniaci | %    | rromi/ așkali | %    | Total |
| 1961 | 19067    | 56.45 | 9097  | 26.91 | 3804         | 11.25 | 881      | 2.6  | 16            |      | 33799 |
| 1971 | 27371    | 66,74 | 8944  | 21,81 | 2420         | 5,90  | 1,876    | 4,57 | 243           | 0,59 | 41009 |
| 1981 | 35972    | 71.79 | 7736  | 15.44 | 1,856        | 3,70  | 3545     | 7,08 | 747           | 1,49 | 50104 |
| 1991 | 43910    | 76.68 | 5968  | 10.42 | 1302         | 2.27  | 4070     | 7.11 | 1346          | 2,35 | 57261 |
| 1998 | 51000    | 80,1  | 7270  | 11.4  |              |       |          |      |               |      |       |
| 2006 | 41000    | 92    | 540   | 1.2   |              |       | 1330     | 2.9  | 1740          | 3.9  | 44610 |
| 2011 | 36154    |       | 194   |       |              |       | 1142     |      | 151           |      | 39289 |
| Ref: Recensământul populației iugoslave pentru datele până în 1991 și estimări ale Organizației pentru securitate și cooperare în Europa în 1998 și 2006, estimare în 2011 |          |       |       |       |              |       |          |      |               |      |       |

## Economie
După al doilea război mondial, morile de apă de pe Istok au fost naționalizate și a fost construită o nouă fabrică de pește care să funcționeze ca o întreprindere socială. Numele companiei în perioada Iugoslavia socialiste a fost „Ribnjak”, adică „pescărie” în sârbă . Ulterior a fost privatizată sub denumirea de Motel „Trofta”, adică „păstrăv” în albaneză - tipul de pește pe care îl are și încă îl produce, îl vinde și îl distribuie. Compania are aproximativ 70 de angajați. Compania acționează ca hotel și restaurant, găzduind deseori nunți tradiționale. Hotelul oferă camere de hotel, precum și mici bungalouri lângă râu. 

## Oameni notabili
- Fadil Ferati, primar al Istokului din 1999 până în 2010
- Fatmire Bajramaj, fotbalist
- Mergim Brahimi, fotbalist
- Besim Kabashi, kickboxer
- Abdul Qader Arnaout, savant islamic
- Azdren Llullaku, fotbalist
- Ibrahim Rugova, fost președinte al Kosovo
- Adnan Januzaj, fotbalist
- Radoš Ljušić, istoric sârb
- Mërgim Mavraj, fotbalist
- Donis Avdiaj, fotbalist
- Selman Kadria, erou local cunoscut pentru asasinarea unui comandant militar sârb